# سیارک ۲۱۶۴۶
سیارک ۲۱۶۴۶ (به انگلیسی: 21646 Joshuaturner، نامگذاری:1999NK53) بیست و یک هزار و ششصد و چهل و ششمین سیارک کشف شده‌است که در ۱۲ ژوئیه ۱۹۹۹ کشف شد.
قدر مطلق سیارک برابر ۱۶.۲ است.